# Battaglia di Madonna dell'Olmo
La battaglia di Madonna dell'Olmo (nota anche come battaglia di Cuneo) vide una vittoria degli eserciti di Francia e Spagna contro il Regno di Sardegna, nella guerra di successione austriaca. Venne combattuta a Madonna dell'Olmo, frazione di Cuneo, il 30 settembre 1744.

## Antefatti: l'assedio di Cuneo
Nel corso della campagna del 1744 l'esercito franco-spagnolo tentò per tutta l'estate di superare le linee di difesa sabaude sulle Alpi, il che avviene infine il 17 agosto con la resa, dopo pochissimi giorni di assedio, della fortezza di Demonte. Ottenuta quindi una base in territorio piemontese l'armata franco-spagnola al comando di Luigi Francesco di Borbone principe di Conti scende lungo la val Stura dirigendosi verso Cuneo, importante piazzaforte sabauda. Di fronte ad una forza di 39000 e 10000 cavalieri il Corpo d'Osservazione sabaudo si ritirò su Saluzzo tra il 23 e il 24 agosto per evitare sfavorevoli scontri campali.
Intanto la città di Cuneo, il cui comando era affidato al barone von Leutrum, si preparava all'assedio rifornendo i magazzini di munizioni e provviste alimentari. I preparativi furono frenetici: la guarnigione arrivò a contare 3244 uomini, 50 cannoni e 16 mortai con una riserva di 35112 palle di cannone. Tuttavia a causa di contrasti tra il Conti e il comandante spagnolo marchese de La Mina i lavori d'assedio iniziarono solamente il 12 settembre, dopo che i franco-spagnoli avevano saccheggiato alcuni paesi nei dintorni.
I francesi ebbero subito a soffrire continue azioni di guerriglia contro le proprie linee di rifornimento condotte dalle milizie sabaude, che essendo concentrate nella zona montana della val Stura potevano essere contrastate solo con difficoltà e scarsi risultati da parte degli assedianti. Fu proprio questa precarietà dei rifornimenti una delle cause principali dell'infruttuoso esito dell'assedio.

## La battaglia
Mentre intorno alla città assediata i lavori procedevano contrastati con tutti i mezzi dalla guarnigione, intanto a Saluzzo Carlo Emanuele III concentrava una forza per liberare Cuneo dall'assedio. Forte di circa 25000 uomini di cui 4000 austriaci l'armata piemontese si mosse il 26 settembre da Saluzzo, ma a causa del cattivo tempo arrivò in vista di Cuneo solo il 29.
I franco-spagnoli, venuti a conoscenza dei movimenti nemici, avevano occupato e fortificato il convento della Madonna dell'Olmo e una cascina nelle vicinanze, entrambi in posizione ideale per controllare la strada verso Saluzzo. Il 30 settembre l'esercito sabaudo si schierò in ordine di battaglia di fronte a Madonna dell'Olmo con le intenzioni di non ingaggiare battaglia ma le cose non andarono come pianificato e verso mezzogiorno iniziarono gli scontri. Dopo i primi improvvisati attacchi i sabaudi furono respinti e contrattaccati sulla destra dalla cavalleria, dove il reggimento Tarentaise andò allo sbando mentre il reggimento Audibert perse un terzo degli uomini tentando di resistere. Il contrattacco venne però respinto in extremis dalle Guardie che avevano trovato riparo in alcune provvidenziali cascine. La battaglia proseguì per ore con alterno prevalere delle due parti e atti di valore sia da parte franco-spagnola sia sabauda. Lo stesso principe Conti fu ferito mentre guidava le sue truppe e perse due cavalli. Tuttavia verso sera la battaglia si era rivelata inconcludente e dopo un ultimo e sanguinoso diversivo condotto contro i magazzini francesi a Borgo San Dalmazzo l'armata sabauda si ritirò avendo perso 4385 uomini.

## Conseguenze della battaglia
Nonostante la vittoria la situazione dei franco-spagnoli peggiorò: le risorse del Principe di Conti erano scarse, le sue truppe esauste per la lunga campagna, indebolite dalla battaglia e le sue linee di comunicazione tenui, inoltre pochi giorni dopo un'alluvione distrusse parecchi ponti isolando ulteriormente gli assedianti che iniziavano a scarseggiare di munizioni e cibo. Sfruttando questa debolezza una colonna di 900 piemontesi l'8 ottobre entrò a Cuneo senza che gli assedianti potessero impedirlo, due giorni dopo una seconda colonna di 500 uomini rinforzò ulteriormente la guarnigione di Cuneo. I difensori ripresero quindi vigore e ripresero morale tant'è che nei giorni successivi aumentarono le sortite notturne contro i franco-spagnoli, che ormai avevano solamente 15 cannoni in grado di fare fuoco e scarseggiavano sempre maggiormente di cibo.
Considerato il logoramento delle proprie truppe e l'avvicinarsi dell'inverno, particolarmente rigido quell'anno, che comportava il rischio di rimanere bloccati in Piemonte non appena fosse caduta la neve sui passi alpini, il consiglio di guerra presieduto da don Filippo di Spagna decise di togliere l'assedio e nella notte tra 21 e 22 ottobre le ultime forze franco-spagnole abbandonarono Cuneo.
Voltaire concluse: «...è quasi sempre il destino di chi va in guerra nelle Alpi senza padroneggiarne il territorio; di perdere il loro esercito anche nella vittoria.»